# Décès en 1203
Décès
- 1199
- 1200
- 1201
- 1202
- 1203
- 1204
- 1205
- 1206
- 1207

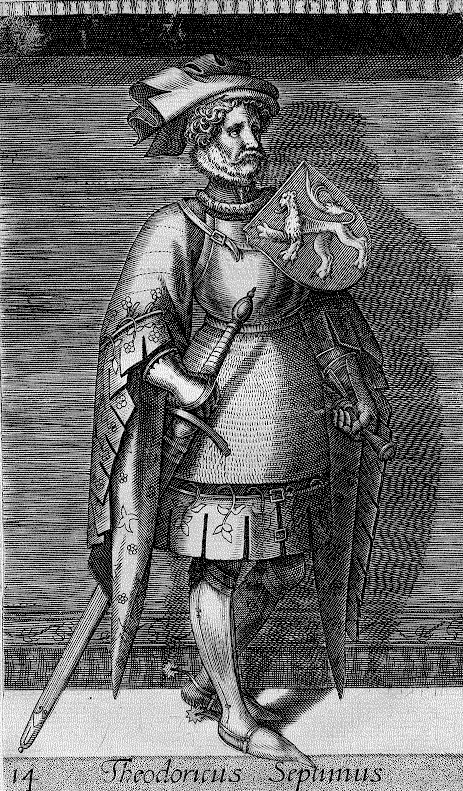
Thierry VII de Hollande, mort en 1203.

Cette page dresse une liste de personnalités mortes au cours de l'année 1203 :
- 19 février : Konrad von Ergersheim, elekt de Bamberg.
- 4 mars : Grégoire VI Apirat, catholicos de l'Église apostolique arménienne.
- 3 avril : Arthur Ier, duc de Bretagne et comte de Richmond, prétendant au trône d’Angleterre.
- 8 octobre : 
  - Hiki Yoshikazu, noble et guerrier japonais de l'époque de Kamakura associé au clan Minamoto.
  - Minamoto no Ichiman, second shogun Kamakura.

- Barisone II de Gallura, juge de Gallura.
- Étienne de Tournai, chanoine régulier de Saint-Victor, homme de lettres, auteur spirituel et juriste influent.
- Hervé Ier de Léon, fondateur de la branche de la famille de Léon à l'origine de la seigneurie de Léon.
- Florent de Lynden, dit le jeune, seigneur de Lynden, Verhuizen, Ingen, Ommeren, Kesteren et Oudenweert, noble du Duché de Gueldre.
- Alexis Paléologue, noble byzantin, beau-fils de l'empereur Alexis III Ange.
- Pierre, évêque d'Arras.
- Robert de Roye, évêque d’Évreux.
- Thierry VII de Hollande, comte de Hollande.
- Toghril, Khagan des Tatars, issue de la maison princière Kéraït, en Mongolie.

date incertaine (vers 1203)
- Pierre de Blois, poète et diplomate français.
- Conrad d'Urslingen, duc de Spolète et margrave de Toscane.

## Crédit d'auteurs
- Cet article est partiellement ou en totalité issu de l'article intitulé « 1203 » (voir la liste des auteurs).